# Chiesa di Sant'Antonio Abate (Ferla)
La chiesa di Sant'Antonio Abate è un luogo di culto ubicato in via Vittorio Emanuele nella zona denominata i Quattro Canti di Ferla. Sotto il profilo artistico è la più articolata tra le chiese cittadine, appartenente all'arcidiocesi di Siracusa, vicariato di Palazzolo - Floridia sotto il patrocinio di ?, arcipretura di Ferla, Parrocchia San Giacomo Maggiore Apostolo.

## Storia

### Epoca spagnola
Il tempio primitivo era ubicato nella parte bassa dell'abitato, eretto di fronte alla chiesa del Carmine, il terremoto del Val di Noto del 1693 lo distrusse interamente. La ricostruzione avvenne nell'attuale sito, nel cuore del nuovo centro abitato, nel settore sud - ovest dei quattro canti.
La chiesa fu progettata dal frate - ingegnere Michele La Ferla con elementi architettonici innovativi, facciata e impianto caratterizzati dal nascente e diffuso stile barocco ibleo con vaghi accenni decorativi d'impronta rococò. La costruzione si protrasse per oltre mezzo secolo.

### Epoca contemporanea
In seguito al terremoto del 1908 crollò la cupola a bulbo e rovinò per intero il corpo della torre campanaria sinistra, coinvolgendo parzialmente la porzione di prospetto corrispondente. Il sisma fu avvertito in buona parte della Sicilia orientale, provincia di Siracusa compresa, arrecando danni alle strutture dei principali monumenti.
Una targa marmorea ne attesta l'appartenenza al novero dei monumenti nazionali di particolare pregio storico - artistisco.

## Facciata
L'esterno contempla una sinuosa e articolata facciata in stile barocco ibleo costituita da tre corpi concavi disposti lungo gli assi verticali, su quello centrale insiste il portale, i due laterali si contraddistinguono per la presenza di nicchie in ricche cornici e altrettante celle campanarie. La tripartizione dei primi due ordini è effettuata per mezzo di colonne ioniche con capitelli corinzi, collocate su massicci plinti, nella partizione centrale il movimento e la prospettiva concava è accentuata da coppie di colonne disposte ad emiciclo, peculiarità quest'ultima che caratterizza sia il vano del portale, sia l'area della grande nicchia a livello intermedio.
Il portale, unico varco d'accesso del prospetto, è inserito nella concavità centrale fra la coppia interna di colonne, presenta un ornamento superiore a cortina sovrastato da timpano ad arco. Tanto i vani in prospetto, quanto le porzioni di catino esterne, ospitano nicchie contenute in ricche cornici adorne di volute, conchiglie nella calotta, sormontate da timpano ad arco spezzato e coppia di putti sulla stele intermedia. Un variegato cornicione - marcapiano dalla articolata modanatura, decorato nella trabeazione da rilievi raffiguranti motivi geometrici, fitomorfi e antropomorfi, separa i primi due ordini. Al centro la grande nicchia con cornice, sulla superficie interna presenta riquadri e spicchi, in alto è sormontata da timpano ad arco spezzato. Chiude la prospettiva un grande timpano concavo sovrapposto e spezzato sovrastato da due imponenti pinnacoli a coppa o vasi fiammati acroteriali. Sulla sommità un grande pinnacolo piramidale recante decorazioni con volute, al vertice una grande croce apicale con raggiera in ferro battuto. Ai lati due grandi volute a ricciolo con festoni.
Le celle campanarie presentano monofore sui lati, quella destra è ancora completata da una cupoletta a bulbo squadrato con cuspide e vertici smussati, sul corpo del tamburo oculi per quadranti, quello in corrispondenza dell'ingresso presenta un orologio meccanico. Il cornicione corrispondente è arricchito da due pinnacoli a coppa. Il corpo sinistro gemello è rovinato a causa del terremoto di Messina del 1908.

## Interno

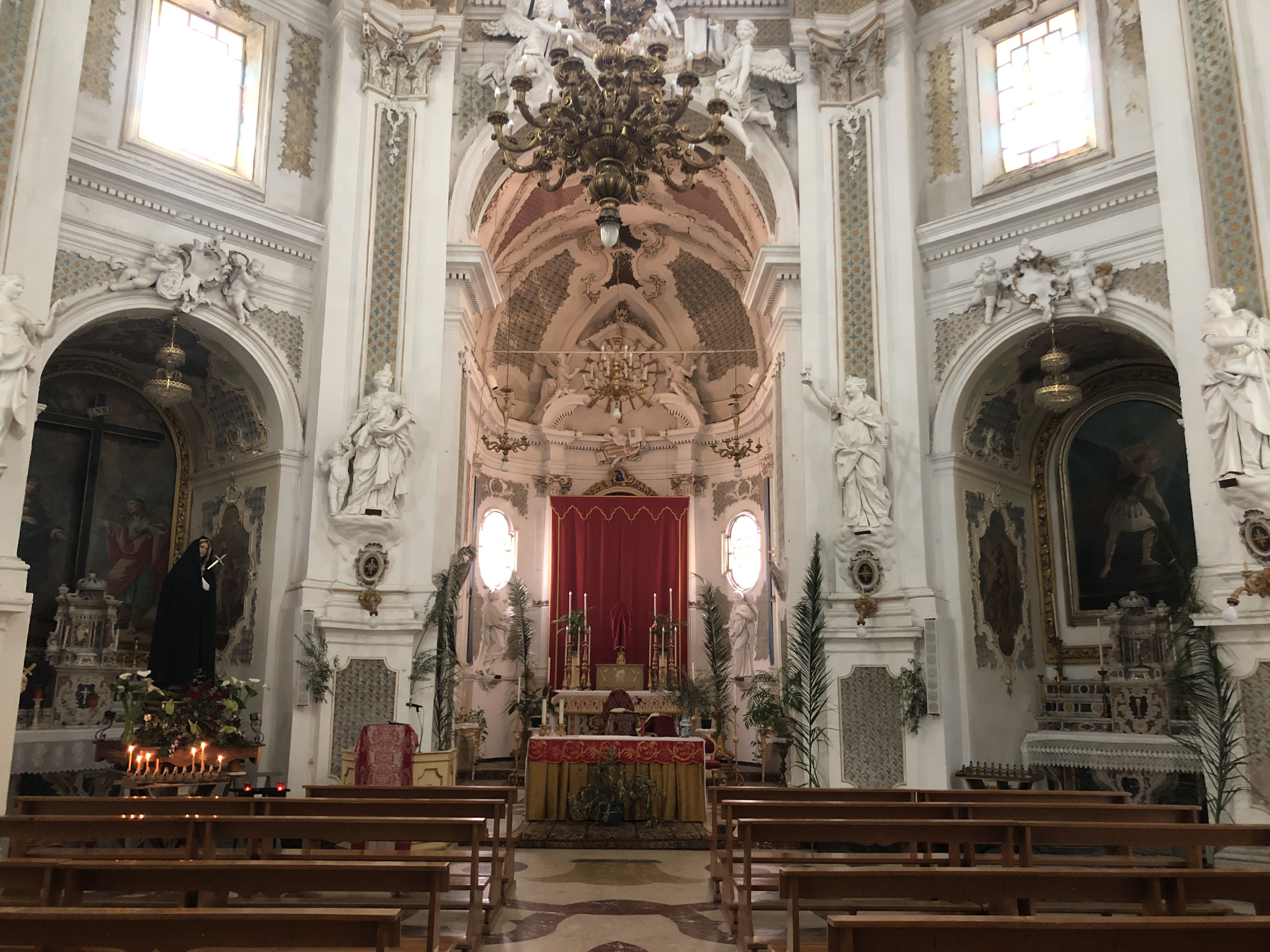
Interni della chiesa di Sant'Antonio

L'interno presenta un impianto a croce greca di 33 metri per asse, con cappelle radiali - tre sui bracci, quattro sfalsate alle precedenti e disposte sulle bisettrici. Altre due cappelle con altrettanti altari, e due Oratori completano l'elenco degli ambienti interni. La crociera è sormontata da una cupola ottagonale decorata internamente con la raffigurazione del Trionfo di Sant'Antonio nei quattro continenti della Terra, apparato pittorico costituito da un sontuoso affresco realizzato da Giuseppe Crestadoro ripartito in quattro spicchi incorniciati da fregi e stucchi policromi attribuiti ad artista orbitante nella scuola del Serpotta, ornamenti plastici raffiguranti come soggetti principali i Quattro Evangelisti.
Gli ambienti dell'aula presentano: un notevole apparato decorativo in stucco, un ricco ciclo pittorico costituito da affreschi e dipinti e un esemplare ciclo statuario in stucco accompagnato da preziose statue lignee.
Sono 14 sculture in stucco raffiguranti allegorie delle virtù cardinali (Fortezza, Giustizia, Prudenza e Temperanza), virtù morali e virtù teologali (Carità, Fede e Speranza), di scuola serpottiana. Otto di esse sono collocate nell'aula sotto la cupola, tre coppie delimitano gli altari in ogni braccio.
- Braccio destro: Cappella della Madonna degli Agonizzanti. L'ambiente si distingue per la composizione barocca formata da un timpano spezzato adorno di merlature, recante al centro la figura di Dio Padre attorniato da un gruppo di angeli. Nell'edicola è custodita la pala d'altare raffigurante la Madonna degli Agonizzanti.
- Braccio sinistro: Cappella di Santa Maria Assunta. Il timpano ad arco spezzato ospita un gruppo intermedio in stucco raffigurante la Gloria del Redentore tra putti osannanti e angeli distesi sulle cimase. Altare con dipinto raffigurante la Madonna Assunta, di fattura ignota. La nicchia retrostante custodisce la statua lignea della Madonna Assunta.

### Abside

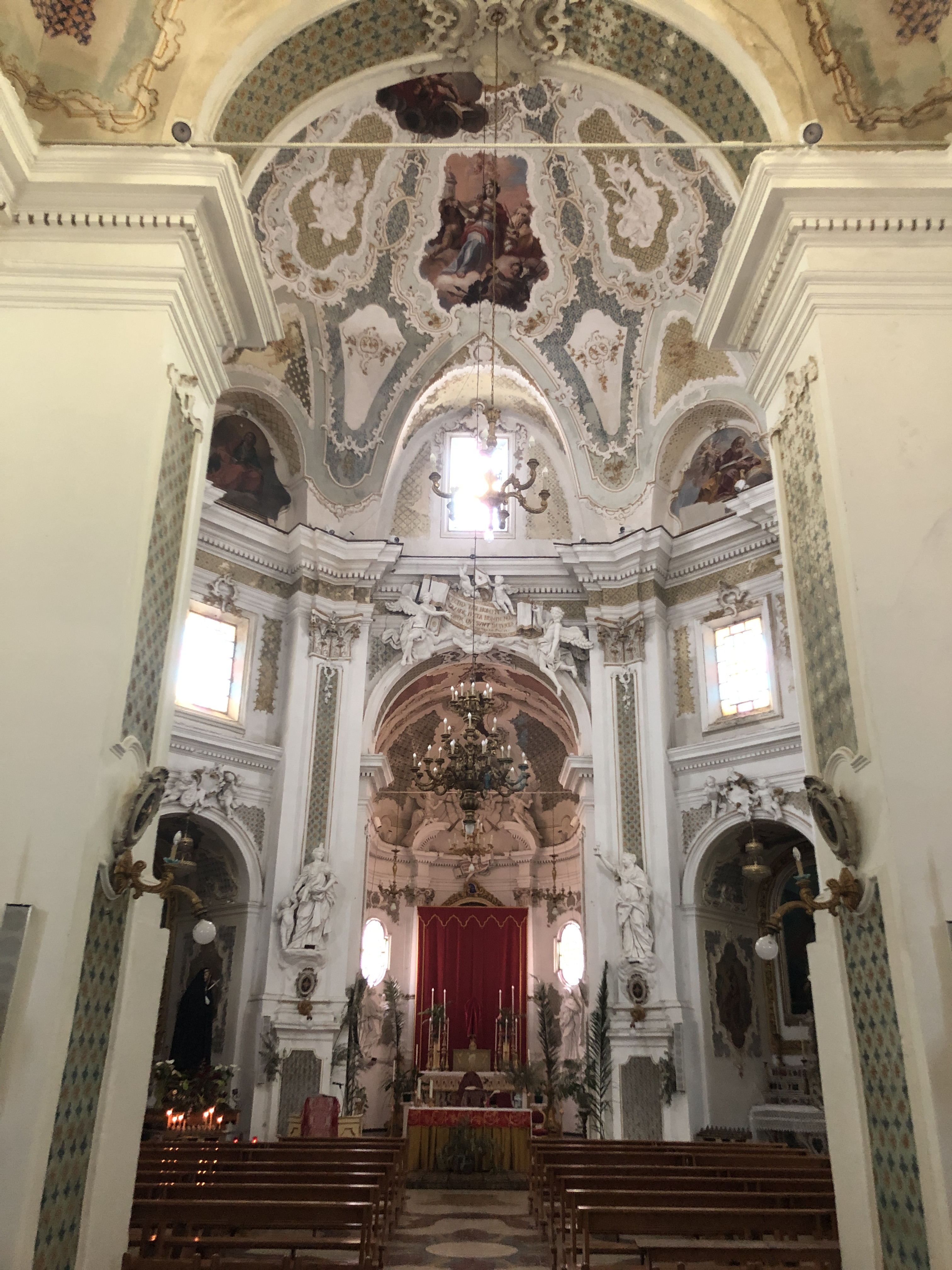
Abside

L'arco trionfale è sovrastato dalla composizione barocca costituita da angeli e putti che reggono un grande cartiglio, l'iscrizione recita: "FECITO TIBI NOMEN: GRANDE, IVXSTA NOMEN MAGNORVM, QVI SVNT IN TERRA (XI Reg., Cap. XII, Num IX°.)".
- Altare maggiore in marmo policromi formato da colonne sormontate da timpano ad arco spezzato, in corrispondenza della calotta absidale è realizzata una raggiera intermedia con colomba, allegoria dello Spirito Santo, angeli sulle cimase, al centro un putto con cartiglio. Due statue delimitano l'altare, la cui pala del 1777 raffigura Sant'Antonio e la disputa con gli ariani o Predica di Sant'Antonio, dipinto di Giuseppe Crestadoro. Nella nicchia retrostante è custodita la statua lignea di Sant'Antonio Abate, opera del 1741, ricoperta in foglia d'oro.
  - Cappella radiale destra: Cappella di San Michele Arcangelo. Altare con tabernacolo marmoreo a tempietto, dietro il dipinto raffigurante l'Arcangelo Michele è custodita la statua lignea del capo delle milizie celesti.
  - Cappella radiale sinistra: Cappella del Santissimo Crocifisso. Altare con Crocifisso in cartapesta collocato su dipinto raffigurante la Vergine Maria e San Giovanni Evangelista. Manufatto caratterizzato da tabernacolo marmoreo a tempietto colonnato con cupolino.

Ambienti prossimi all'ingresso: 
- Cappella radiale destra: Cappella della Resurrezione. Altare con dipinto.
- Cappella radiale sinistra: Cappella della Vergine. Altare con dipinto.

## Opere
- ?, Sette Arcangeli, dipinto documentato.
- XVII secolo, Fuga in Egitto, dipinto documentato, opera attribuita al pittore Pietro Novelli.